# Eyemouth
Eyemouth ist eine Ortschaft im Nordosten der schottischen Council Area Scottish Borders beziehungsweise in der traditionellen Grafschaft Berwickshire. Sie liegt rund elf Kilometer nordwestlich des englischen Berwick-upon-Tweed und 17 Kilometer nordöstlich von Duns. Der Hafenort Eyemouth liegt an der Mündung des Eye Water in die Nordsee.

## Geschichte
Bereits unter dem schottischen König Alexander II. besaß Eyemouth im 13. Jahrhundert einige Bedeutung als Hafenort für den schottischen Handel. Der Hafen wurde von der Coldingham Priory betrieben. Nach einer englischen Invasion ließ Edward Seymour, 1. Duke of Somerset ein kleines Fort an der nördlichen Hafeneinfahrt errichten. Neben seiner Bedeutung für den Fischhandel war der Hafen von Eyemouth beliebt bei Schmugglern. Das Netz enger Gassen förderte die Entziehung vor den Zöllnern. 1768 wurde der Hafen erweitert und 1964 vertieft. John Nisbet baute die am Hafen gelegene Villa Gunsgreen House im 18. Jahrhundert zu einem Umschlagsplatz für Schmuggelgut aus.
Die Sturmkatastrophe von Eyemouth richtete 1881 Schäden entlang der schottischen Südostküste an. Am stärksten war der Hafen von Eyemouth betroffen. Dabei sank etwa die Hälfte der Schiffe und 129 Personen verloren das Leben.

## Verkehr
Eyemouth liegt an der ehemaligen Handelsstraße zwischen Edinburgh und Berwick-upon-Tweed. 1786 wurde mit der Pease Bridge eine Querung einer rauen Schlucht nahe Eyemouth errichtet, die zuvor als schwer zu überwindendes Hindernis galt. Heute verläuft die über Coldingham führende A1107 über die Brücke. Sie bildet eine der Hauptverkehrsstraßen von Eyemouth. Wenige Kilometer südlich verläuft die A1, die London mit Edinburgh verbindet.
In den 1890er Jahren wurde mit der Eyemouth Railway durch die North British Railway eine Stichbahn von Burnmouth nach Eyemouth eingerichtet. 1962 wurde die kurze Anbindung an die East Coast Main Line schließlich aufgelassen.